# 彼得·泰勒 (足球运动员)
彼得·泰萊（英語：Peter Taylor，1953年1月3日—）出生於英格蘭東部埃塞克斯郡濱海紹森德，前足球運動員，退役後出任領隊，曾分別任教四個不同級別的球隊，贏得三次升級及三次「每月最佳領隊」獎項，兩度出任英格蘭U21教練之職，在2000年更就任英格蘭足球代表隊暫代領隊，於2007年1月25日辭任英格蘭U21領隊。

## 球員時期
彼得·泰萊在球員時期擔任翼鋒，曾先後效力修安聯、水晶宮、熱刺、奧連特及奧咸，期間更入選英格蘭並獲派上陣4場（雖然當時只效力位處丙組的水晶宮），退役後開展其教練及領隊生涯。

## 領隊時期

### 早期
彼得·泰萊起先在非聯賽球隊達特福德（Dartford）出任球員兼領隊。於1993年才正式執掌母會修安聯，未能帶領球隊脫離甲組〈II〉中游位置，任教兩年後於1994/95年季末離任。彼得·泰萊轉投足協全國聯賽球隊多佛竞技（Dover Athletic），成功協助球隊避免降級。

### 英格蘭U21
彼得·泰萊於1996年5月與多佛竞技簽約兩年，但兩個月後獲得英格蘭當時的領隊格連·荷杜邀請執教英格蘭U21，期間錄得11勝3和1敗的輝煌戰績，英格蘭小國腳在1998年歐洲U-21足球錦標賽外圍賽8戰5勝3和獲得小組初賽首名，9組首名成績合計（因有一組少一隊，故其餘8組需減去最好成績的兩場）墊底而需與尾二的希臘進行附加賽爭奪決賽週資格，首場作客負0-2，主場雖然4-2獲勝，仍以作客入球優惠而飲恨出局。而2000年歐洲U-21足球錦標賽外圍賽頭5輪英格蘭U21取得全勝更未有失球，穩得晉級決賽週，但這時彼得·泰萊卻富爭議地被侯活·韋健遜取代教練席位。

### 基寧咸
彼得·泰萊於1999/00年球季初再度執教球會，出任乙組〈III〉基寧咸領隊，獲得第三位參加升級附加賽，準決賽兩回合累計5-3擊敗，更於溫布萊決賽3-2擊敗，帶領球隊歷來首次升級到聯賽上半層的甲組〈II〉。

### 李斯特城
獲得升級數星期後彼得·泰萊離隊加盟英超的莱斯特城，初時成績突出，更在10月份有兩週成為領頭羊，但在足總盃半準決賽意外負於乙組〈III〉弱旅韋甘比後成績迅速下滑，在最後10輪比賽9次吃敗仗，僅以第13位結束球季。期間彼得·泰萊在轉會市場豪花2,500萬英鎊，是李斯特城歷來花費最多的領隊。在2001/02年球季展開後僅兩個月，李斯特城位列聯賽榜末，2001年10月1日彼得·泰萊終難逃被炒的命運。
2000年11月15日彼得·泰萊獲委為英格蘭看守領隊，帶隊作客友賽意大利，彼得·泰萊挑選6名仍有資格代表U21的年青球員入隊，他們包括巴利、加歷查、戴亞、里奧·費迪南、希斯基及（Seth Johnson）；更首次將隊長臂章交給碧咸。

### 白禮頓
被李斯特城辭退僅兩星期後的10月17日彼得·泰萊獲聘為乙組〈III〉升班馬白禮頓的領隊，接替離隊到李斯特城出任助理領隊的米奇·阿當斯（Micky Adams）的席位，互換位置，彼得·泰萊繼承一隊陣容強大的球隊，彼得·泰萊帶領球隊贏得冠軍，在下層聯賽沉淪11年後首次重返上層的甲組聯賽〈II〉。但球隊欠缺財務資源及前景，彼得·泰萊因而下堂求去。

### 侯城
2002年9月2日彼得·泰萊以非合約形式短期加盟協助訓練工作，於10月1日離開。2002年10月11日彼得·泰萊出任丙組〈IV〉球隊侯城領隊一職，數星期後侯城遷入新建25,404座的京斯敦通訊運動場（KC Stadium），首季僅能帶領球隊位列中游。2003/04年球季侯城獲得聯賽亞軍，升級到乙組〈III〉（翌年更名甲級聯賽）。侯城於2004/05年球季再奪聯賽亞軍，連續兩年獲得升級資格，自1990/91年球季後再次返回第二級聯賽的冠軍聯賽。在首個冠軍聯賽球季侯城獲得第18位，站穩席位避免降級。彼得·泰萊為侯城購入的球員中包括其愛將（Junior Lewis），他在之前任教多佛竞技、基寧咸、李斯特城及白禮頓時，亦曾將他引進其陣容中。

### 兼職英格蘭U21
彼得·泰萊於2004年7月8日以兼職形式重掌英格蘭U21，英格蘭在2006年歐洲U-21足球錦標賽外圍賽小組初賽次名出線，但在外圍賽附加賽兩回合累計2-3不敵法國被淘汰。在出任水晶宮主帥初期，彼得·泰萊仍然兼職執教英格蘭U21，2007年歐洲U-21足球錦標賽外圍賽分組初賽首名出線，附加賽兩回合累計3-0擊敗德國晉級決賽週。但當時英格蘭領隊麥卡倫要求U-21主帥需要全職任教，彼得·泰萊於2007年1月25日離職，其第二度任期錄得16戰9勝5和2負的成績。

### 水晶宫
彼得·泰萊任教的成功獲得其他大球會的青睞，曾有意聘用彼得·泰萊代替離任的古比士利，其球員時代曾效力在冠軍聯賽爭取升級的水晶宮，由主席（Simon Jordan）親自出馬，與侯城主席（Adam Pearson）談妥30萬英鎊的賠償，彼得·泰萊於2006年6月13日正式過檔。不幸的，彼得·泰萊這次重返塞尔赫斯特公园球场（Selhurst Park）並沒有取得預期的成績，在開季獲得三連勝一度領先聯賽榜後，水晶宮狀態急降，將帥不和，排名更一度跌至降級區域之上的第20位。在執教僅16個月後，於2007年10月8日被辭退。

### 史提芬納治
2007年11月1日上任為足協全國聯賽球隊（Stevenage Borough）的領隊，他首名購入的球員正是祖利亞·李維士。2008年4月28日因未能帶領球隊晉級季後升級附加賽而被辭退。

### 韋甘比
2008年5月29日上任乙級聯賽球隊韋甘比成為新領隊，他再次將祖利亞·李維士帶到韋甘比成為教練團成員之一。聯賽煞科日韋甘比主場1-2負於，與同分，僅以多1個得失球差獲得季軍，直接升級甲級聯賽。升班後韋甘比在開季11戰1勝3和7負，聯賽榜排名尾二，彼得·泰勒與祖利亞·李維士於2009年10月9日一同被辭退。

### 巴拉福特
2010年2月17日獲聘為英乙球會巴拉福特領隊直到球季結束，4月30日於確保成功護級後獲續約一年。2011年1月4日彼得·泰萊拒絕接受的助理領隊職位，但球隊遭逢三連敗後與附加賽席位相差6分，雖然備受球迷的壓力，彼得·泰萊表示仍會留隊繼續爭取升班。2011年2月24日在0-1負於後，得·泰萊終於決定在週末戰罷後離職，最終球隊以3-2擊敗對手為他領導一年多作結。

### 巴林國家隊及英格蘭U20
2011年7月13日，彼得·泰萊成為西亞巴林國家足球隊主教練。2012年10月20日，擔任了15個月巴林國家足球隊主教練的彼得·泰萊被辭退。
2013年3月13日，英格蘭足球總會宣佈彼得·泰萊為參加2013年6月21日至7月13日於土耳其舉行之世青盃英格蘭U20領隊，合約為期2個月。

### 重返基寧咸
2013年10月14日，英甲球會基寧咸宣佈彼得·泰萊為臨時領隊。兩天後，彼得·泰萊表態希望臨時領隊任命能轉成長期。2013年11月11日，彼得·泰萊答允正式任教至球季結束。2014年5月4日，基寧咸以第17位結束球季成功護級後，彼得·泰萊獲提供兩年新約。2014年12月31日，基寧咸位處積分榜第20位，與降班區域相差兩分，彼得·泰勒於執教14個月後被即時解除職務，由助理領隊安迪·希辛赫拿（Andy Hessenthaler）暫代領軍。

## 榮譽

### 球員
修安聯
- 丁組聯賽亞軍：1971/72年；

### 領隊
基寧咸
- 乙組聯賽〈III〉附加賽冠軍：1999/00年；

白禮頓
- 乙組聯賽〈III〉冠軍：2001/02年；

侯城
- 丙組聯賽〈IV〉亞軍：2003/04年；
- 甲級聯賽亞軍：2004/05年；

個人
- 乙組聯賽年度最佳領隊：2001/02年[45]；
- 每月最佳領隊：2000年9月[46]、2004年12月[47]、2008年11月[48]；